# Kia KX7
La Kia KX7 è un'autovettura prodotta dalla casa automobilistica coreana Kia Motors a partire dal 2016 e realizzata esclusivamente per il mercato cinese.

## Descrizione
La KX7, che viene prodotta dalla Dongfeng Yueda Kiae, è stato presentato al Salone dell'Auto di Guangzhou 2016 con le vendite che sono iniziate il 16 marzo 2017.
Rispetto alla Sorento, esteticamente differisce principalmente per il design dei fari e del paraurti, del montante C e delle luci posteriori. Ci sono anche delle modifiche al telaio per andare incontro ai gusti degli automobilisti cinesi, con un passo più corto di 8 cm e una lunghezza complessiva inferiore di circa 5 cm. È disponibile nelle configurazione con cinque o sette posti.

## Motorizzazioni
| Versione      | 2,4 aspirato                          | 2,0 turbo benzina                     | 2,4 turbo diesel                      |
| Motore:       | Motore a benzina a quattro cilindri   | Motore a benzina a quattro cilindri   | Motore diesel a quattro cilindri      |
| Cilindrata:   | 2,4 litri                             | 2,0 litri                             | 2,0 litri                             |
| Potenza:      | 138 kW (188 CV)                       | 177 kW (241 CV)                       | 147 kW (200 CV)                       |
| Trazione:     | Trazione posteriore                   | trazione integrale                    | trazione integrale                    |
| Trasmissione: | Cambio manuale o automatico a 6 marce | Cambio manuale o automatico a 6 marce | Cambio manuale o automatico a 6 marce |